# 공수도 (한국)
공수도 (空手道)는 가라테에서 파생된 한국의 무술을 지칭하는 이름으로, 태권도와 한국의 보편적인 타격 무술로 통일 및 창설하기 전에 원조 관이 사용했다. 당수도와 마찬가지로 공수도라는 이름은 영어로 '빈손의 길'을 뜻하는 ' 가라테 도'의 한자 발음을 따서 만든 것이다.
공수도는 체계화된 무술 스타일이 아니며 각각의 창시자/수석 강사의 개별 배경에 영향을 받는다. 공수도라는 명칭은 윤무관 (朝鮮硏武館 拳法部)과 YMCA 권법부(나중에 창무관)가 무술을 지칭하기 위해 사용한 명칭이기도 하다.

## 같이 보기
- 태권도 원조 사범
- 관 (무술)
- 조선연무관
- 창무관
- 당수도
- 한국 무술